# Man-Tora! Live in Tokyo
Man-Tora! Live in Tokyo è un album dal vivo del gruppo vocale statunitense The Manhattan Transfer, pubblicato nel 1996 dalla Rhino Records.

## Il disco
Il disco contiene la registrazione di parte di due concerti tenuti dai Manhattan Transfer nel novembre del 1983 al Nakano Sun Plaza di Tokyo. Alcuni brani tratti da quelle registrazioni erano già state pubblicate nell'album Bop Doo-Wopp del 1985 (in parte registrato in studio e in parte dal vivo).
Nel 1983 durante il tour seguito alla pubblicazione dell'album Bodies and Souls, il gruppo aveva realizzato 22 date nelle 11 principali città giapponesi. I concerti nella capitale furono registrati dalla radio FM Tokyo.
Il titolo del disco si riferisce al nomignolo con cui i quattro erano conosciuti in Giappone, Manhattan Toransufā (マンハッタン・トランスファー?), una contrazione della translitterazione del nome del gruppo in lingua giapponese.
Il disco si segnala per la presenza di alcuni successi della prima formazione dei Manhattan Transfer, quella con Laurel Massé, reinterpretati con la sua sostituta, Cheryl Bentyne, entrata nel gruppo nel 1979.

## Tracce
1. Birdland - (Joe Zawinul, Jon Hendricks) - 5:15
2. Route 66 - (Bobby Troup) - 3:34
3. Jeannine - (Duke Pearson, Oscar Brown, Jr.) - 5:44
4. Malaise en Malaisie - (Alain Chamfort, Serge Gainsbourg, Alan Paul) - 3:54
5. Trickle Trickle - (Clarence Bassett) - 2:25
6. Boy from New York City - (John Taylor, George Davis) - 3:44
7. This Independence - (John Capek, Marc Jordan) - 5:12
8. Foreign Affair - (Tom Waits) - 4:05
9. Body and Soul - (Frank Eyton, Johnny Green, Edward Heyman, Robert Sour) - 4:28
10. Blue Champagne - (Frank Ryerson, Grady Watts, Jimmy Eaton) - 2:34
11. How High the Moon - (Nancy Hamilton, Morgan Lewis) - 2:16
12. Twilight Zone/Twilight Tone - (Bernard Herrmann, Jay Graydon, Alan Paul) - 5:03
13. Four Brothers - (Jimmy Giuffre, Jon Hendricks) - 3:49
14. Operator - (William Spivery) - 3:00
15. Spice of Life - (Bramble, Rod Temperton) - 3:32
16. Tuxedo Junction - (Buddy Fayne, William Johnson, Julian Dash, Erskine Hawkins) - 2:42[2]

## Formazione
- The Manhattan Transfer - voce
  - Cheryl Bentyne
  - Tim Hauser
  - Alan Paul
  - Janis Siegel
- The Manhattan Transfer Band
  - Yaron Gershovsky - tastiere, direzione musicale
  - Tom Kellock - tastiere
  - Wayne Johnson - chitarra
  - Alex Blake - basso elettrico e contrabbasso
  - Don Roberts - sassofono e flauto
  - Art Rodriguez - batteria

## Edizioni
- 1996 – CD, Rhino Records WEA
- 2006 – CD, Collectables Records Gotham Distributing Corp., USA